# Höngen (Lohmar)
Höngen ist ein Hof in Lohmar im Rhein-Sieg-Kreis in Nordrhein-Westfalen.

## Geographie
Höngen liegt im südwestlichen Lohmar. Umliegende Ortschaften und Weiler sind Donrath im Norden und Nordosten, Ungertz, Naaferberg und Grimberg im Nordosten, Ellhausen im Osten, Halberg im Südosten, Weegen und Donrath im Süden, Donrath im Südwesten, Westen und Nordwesten.

## Gewässer
Der orographisch linke Quellfluss des Ellhauser Bachs, eines orographisch linken Nebenflusses der Agger, fließt östlich an Höngen entlang.

## Verkehr
Höngen liegt südöstlich der Bundesstraße 484.